# Enrique Barón
Enrique Barón Crespo (Madrid, 27 de marzo de 1944) es un político, economista, abogado y ensayista español. Desde mayo de 2018 es presidente de la Unión de Europeístas y Federalistas de España (UEF España).

## Biografía
Nació en Madrid el 27 de marzo de 1944. Licenciado en Derecho por la Universidad Complutense de Madrid, en Administración de Empresas por ICADE y por la Escuela Superior de Ciencias Económicas y Comerciales de París (ESSEC). Ha sido profesor de Estructura Económica en la universidad de Madrid desde 1966 a 1970 y profesor asociado de Economía en ICADE (Universidad de Comillas) entre 1965 y 1972. Ejerció de abogado en materia de Derechos Humanos ante la justicia de la dictadura franquista entre 1970 y 1977.

### Actividad política
Llegó a formar parte de la Convergencia Socialista de Madrid, y fue uno de los líderes de la Federación de Partidos Socialistas en el comienzo de la Transición. Pasaría al Partido Socialista Obrero Español (PSOE) tras la disolución de Convergencia Socialista en primavera de 1977. En las elecciones generales que se celebraron en junio de ese mismo año obtuvo el acta de diputado por la circunscripción electoral de Madrid, desempeñando el cargo de portavoz económico y presupuestario del Grupo Socialista del Congreso entre 1977 y 1982.
Fue designado ministro de Transporte, Turismo y Comunicaciones en el primer gobierno de Felipe González, puesto que desempeñó entre 1982 y 1985. A su llegada al cargo se encontró con una red ferroviaria falta de inversiones y mejoras técnicas, cuya explotación además generaba un enorme déficit a las arcas públicas. En 1984 anunció que RENFE cerraría al tráfico todos aquellos trazados cuya explotación se considerase altamente deficitaria. El propio Barón justificó la decisión señalando que eran medidas «dolorosas, pero necesarias en aras de la economía española». El 1 de enero de 1985 entró en vigor el cierre masivo de líneas, lo que supuso la clausura de importantes líneas: Santander-Mediterráneo, Plasencia-Astorga, Valladolid-Ariza o Guadix-Almendricos. Con posterioridad la medida ha sido muy criticada por las consecuencias que tuvo, o por haberse basado en informes que acrecentaban los déficits.
Fue elegido diputado del Parlamento Europeo en el año 1986, órgano en el que permaneció hasta 2009. En él ha desempeñado las funciones de vicepresidente (1987-1989), presidente (1989-1992), presidente de la Comisión de Asuntos Exteriores (1992-1995), presidente del Grupo Socialista (1999-2004) y presidente de la Comisión de Comercio Internacional (2004-2006). Representó al Parlamento Europeo en la Conferencia Intergubernamental del Tratado de Lisboa. Ha ejercido como presidente del Movimiento Europeo Internacional entre 1987 y 1989.
También ha sido concejal del Ayuntamiento de Madrid entre los años 2003 y 2004, año en el que dimitió para continuar su labor en el Parlamento Europeo.

### Carrera posterior
Preside a día de hoy la International Yehudi Menuhin Foundation, la Fundación Yehudi Menuhin España (FYME) y la European Foundation for the Information Society. También es Patrono de la Fundación Gala-Salvador Dalí y de la Fundación Príncipe de Asturias. Además, es miembro del comité de sabios de los think tanks Notre Europe y Gold Mercury International. En su faceta académica, es profesor invitado de las universidades de La Sorbona y Sciences Po (París) y ESSEC, Verona, Bergamo (Italia), Boston University, Harvard, Miami y Colorado (Estados Unidos), HEC Lausanne (Suiza) y Guadalajara (México). También es catedrático Jean Monnet "ad personam" en la Universidad de Castilla-La Mancha (España).

## Vida privada
Estuvo casado con la pintora y artista española Sofía Gandarias, fallecida en enero de 2016 y tiene un hijo.

## Obras
En su labor como académico, ensayista y novelista ha firmado más de una veintena de libros, buena parte de ellos referidos a asuntos jurídicos, políticos e institucionales europeos, aunque también ha escrito literatura y análisis histórico y económico. Su obra ha sido editada en español, inglés, francés, italiano y alemán. Sus obras más relevantes son:
- El final del campesinado (Editorial Zero, 1971).
- Europa 92: el rapto del futuro (Plaza & Janés, 1989).
- El proceso de la UE como desafío democrático (Hamar Urte, 1993)
- Europa en el Alba del milenio (Editorial Acento, 1994).
- Europe: l’impossible Statu Quo, Club de Florencia, con Max Konsthamm, Renaud Dehousse, Emile Noël, Tommaso Padoa-Schioppa, (Il Mulino, 1996).
- En Europa Cabemos Todos, dir. Tomás Fernández y J.J. Laborda (Alianza, 2002).
- Europa, Pasión y Razón (Biblioteca Nueva, 2005).
- Constitucionalización del Poder Legislativo en la Unión Europea, (Thomson Civitas, 2006).
- El error del milenio (Seix Barral, 2007).
- Tratado de Lisboa y Carta de Derechos Fundamentales (Euroeditions, 2010).
- Las Américas Insurgentes (CEXECI, 2011).
- ¿Más Europa? ¡Unida! (RBA, 2012).
- La Era del Federalismo (RBA, 2014).

## Premios y condecoraciones
Recibió el premio a la ética en política de la Fundación DINTEL en 2012.
En enero de 2013, fue galardonado con el Premio Gaziel de Biografías y Memorias, que concede la Fundación Conde de Barcelona y la editrorial RBA, gracias a su autobiografía ¿Más Europa? ¡Unida! que engloba cinco grandes etapas de su vida.
Ha recibido además la gran cruz de la Orden de Carlos III, la gran cruz de la Orden de Isabel la Católica, la Medalla de la Integración Europea y la Medalla de Oro al Mérito Turístico. En el extranjero se le ha condecido la Medalla de Oro del Parlamento Europeo, la Orden del Fénix de Grecia, la Orden del Mérito del Gran Ducado de Luxemburgo, la Orden del Águila Azteca, la Orden Bernardo O'Higgins (Chile), la Orden de Boyacá (Colombia), la Orden del Libertador (Argentina), entre otras.  Y es oficial de la Legión de Honor (Officier de la Légion d'Honneur) francesa.